# James Mitri
James Adriano Mitri (Londres, Reino Unido, 28 de febrero de 1999) es un ciclista neozelandés. Debutó como profesional con el equipo Burgos-BH en 2018.

## Palmarés
- Aún no ha conseguido ninguna victoria como profesional.

## Equipos
- Burgos-BH[1][2] (2018-2019)
- Vini Zabù-KTM[3] (2020)
- Global 6 Cycling[4] (2021-2022)